# 엔디브
엔디브(영어: endive 엔다이브[*], 학명: Cichorium endivia 키코리움 엔디비아[*])는 국화과의 한해살이 또는 두해살이풀이다. 참고로, 와일드 엔디브(wild endive, Cichorium pumilum), 치커리(Cichorium intybus)와 근연종이다.

## 특징
키는 60~130cm이다. 줄기잎은 어긋나기하며, 크기가 뿌리잎과 비슷하지만 밑부분이 원줄기를 감싸서 보다 작아 보인다. 뿌리잎은 모여나고 비스듬히 서며, 털이 거의 없다. 뿌리잎 가장자리에 결각과 잔톱니가 있으고, 잎몸에는 주름이 있다. 짙은 하늘색 꽃이 5월부터 8월까지 여름에 걸쳐서 지름이 3~4cm 정도 되는 머리 모양 꽃차례에 달린다. 꽃싸개는 녹색이며, 바깥 조각이 짧고, 안쪽 조각은 바소꼴로 곧추서 있다. 열매는 길이 2-3mm 정도의 회백색 수과로, 짧은 비늘모양 갓털이 있다. 줄기는 가지가 갈라진다. 뿌리는 양 끝이 뾰족한 원기둥꼴이며, 깊이 뻗는다.

## 재배
세계적으로 널리 재배된다. 한국에서도 간혹 채소로 재배하고 있는데, 추운 지방에서는 겨울 동안 뿌리를 저장하였다가 봄철에 옮겨 심지만 충청도 이남에서는 야외에서 겨울을 난다.

## 쓰임
독특한 쓴맛이 있는 연한 잎을 봄철에 샐러드로 먹는다.

## 같이 보기
- 꽃상추